# Perú en la Copa América Femenina 2018
La Copa América Femenina 2018 se llevó a cabo del 4 al 22 de abril. Perú fue uno de los 10 participantes.

## Plantel
Lista anunciada el 28 de marzo de 2018.
| No. | Pos. | Jugadora                | Fecha de nacimiento (edad)         | Apa. | Goles | Club                  |
| --- | ---- | ----------------------- | ---------------------------------- | ---- | ----- | --------------------- |
| 1   | POR  | Karla López             | 16 de septiembre de 1998 (19 años) |      |       | Universitario         |
| 2   | DEF  | Carmen Suárez           |                                    |      |       | JC Sport Girls        |
| 3   | DEF  | Fiorella Machaca        | 14 de febrero de 2002 (16 años)    |      |       | UNTAC                 |
| 4   | DEF  | Even Pizango            | 15 de abril de 1993 (24 años)      |      |       | Universitario         |
| 5   | DEF  | Milagros Arruela        | 11 de octubre de 1992 (25 años)    |      |       | El Agustino           |
| 6   | MED  | Claudia Cagnina         | 10 de septiembre de 1997 (20 años) |      |       | St. John's Red Storm  |
| 7   | DEF  | Odalis Rivas            | 9 de octubre de 1998 (19 años)     |      |       | Universitario         |
| 8   | DEL  | Julia Suárez            | 1 de noviembre de 1996 (21 años)   |      |       | VCU Rams              |
| 9   | MED  | Xioczana Canales        | 21 de abril de 1999 (18 años)      |      |       | JC Sport Girls        |
| 10  | MED  | Sandra Arévalo          | 14 de abril de 1998 (19 años)      |      |       | JC Sport Girls        |
| 11  | MED  | Gretta Martínez         | 5 de abril de 1997 (20 años)       |      |       | Sporting Cristal      |
| 12  | POR  | Maryory Sánchez         | 7 de abril de 1997 (20 años)       |      |       | Sporting Cristal      |
| 13  | DEF  | Katarina Comesaña       | 19 de junio de 1992 (25 años)      |      |       | El Agustino           |
| 14  | DEF  | Lorena Cortez           | 19 de febrero de 1988 (30 años)    |      |       | ML CF                 |
| 15  | DEL  | Ximena Solís            | 29 de septiembre de 2001 (16 años) |      |       | La Cantera            |
| 16  | MED  | María Genoveva Valentin | 13 de octubre de 1995 (22 años)    |      |       | Club Sporting Cristal |
| 17  | DEF  | Aranxa Vega             | 26 de agosto de 1997 (20 años)     |      |       | Universitario         |
| 18  | DEL  | Pierina Nuñez           | 13 de marzo de 2000 (18 años)      |      |       | Universitario         |
| 19  | MED  | Kamila Cuchillo         | 8 de noviembre de 1999 (18 años)   |      |       | CAR Moquegua          |
| 20  | MED  | Esthefany Espino        | 16 de agosto de 1999 (18 años)     |      |       | Universitario         |
| 21  | POR  | Sharol Taboada          | 5 de noviembre de 1994 (23 años)   |      |       | La Cantera            |
| 22  | MED  | Milena Tomayconsa       | 28 de septiembre de 2001 (16 años) |      |       | Unión Arequipa        |

## Participación
Perú sumó un punto y fue eliminado en la primera fase.

### Partidos
| Fecha       | Lugar     | Instancia      | Local    |                     | Resultado |                 | Visitante |
| ----------- | --------- | -------------- | -------- | ------------------- | --------- | --------------- | --------- |
| 6 de abril  | La Serena | Fase de grupos | Paraguay | Bandera de Paraguay | 3:0 (0:0) | Bandera de Perú | Perú      |
| 8 de abril  | La Serena | Fase de grupos | Uruguay  | Bandera de Uruguay  | 1:1 (0:1) | Bandera de Perú | Perú      |
| 10 de abril | La Serena | Fase de grupos | Colombia | Bandera de Colombia | 3:0 (1:0) | Bandera de Perú | Perú      |
| 12 de abril | La Serena | Fase de grupos | Chile    | Bandera de Chile    | 5:0 (2:0) | Bandera de Perú | Perú      |

### Primera fase
| Equipo   | Pts | PJ | PG | PE | PP | GF | GC | Dif |
| -------- | --- | -- | -- | -- | -- | -- | -- | --- |
| Colombia | 10  | 4  | 3  | 1  | 0  | 16 | 2  | 14  |
| Chile    | 8   | 4  | 2  | 2  | 0  | 8  | 2  | 6   |
| Paraguay | 7   | 4  | 2  | 1  | 1  | 7  | 7  | 0   |
| Uruguay  | 1   | 4  | 0  | 1  | 3  | 2  | 11 | -9  |
| Perú     | 1   | 4  | 0  | 1  | 3  | 1  | 12 | -11 |

#### Paraguay vs. Perú
| 6 de abril de 2018, 16:45 (UTC-3) | Paraguay                                | 3:0 (0:0) | Perú | La Portada, La Serena      |                            |
|                                   | Peña 70' · Martínez 84' · Peralta 90+3' | Reporte   |      | Árbitro(s): Sirley Cornejo | Árbitro(s): Sirley Cornejo |

| Uniformes | Uniformes |
| --------- | --------- |
|           |           |

#### Uruguay vs. Perú
| 8 de abril de 2018, 16:45 (UTC-3) | Uruguay    | 1:1 (0:1) | Perú         | La Portada, La Serena       |                             |
|                                   | Badell 58' | Reporte   | Martínez 37' | Árbitro(s): Salomé Di Iorio | Árbitro(s): Salomé Di Iorio |

| Uniformes | Uniformes |
| --------- | --------- |
|           |           |

#### Colombia vs. Perú
| 10 de abril de 2018, 16:45 (UTC-3) | Colombia                              | 3:0 (1:0) | Perú | La Portada, La Serena      |                            |
|                                    | Usme 22' · Santos 53' · Echeverri 83' | Reporte   |      | Árbitro(s): Sirley Cornejo | Árbitro(s): Sirley Cornejo |

| Uniformes | Uniformes |
| --------- | --------- |
|           |           |

#### Chile vs. Perú
| 12 de abril de 2018, 19:00 (UTC-3) | Chile                                              | 5:0 (2:0) | Perú | La Portada, La Serena      |                            |
|                                    | Aedo 28', 66' · López 36' · Lara 62' · Rojas 84' · | Reporte   |      | Árbitro(s): Emikar Caldera | Árbitro(s): Emikar Caldera |

| Uniformes | Uniformes |
| --------- | --------- |
|           |           |

## Posición final
| Equipo | Equipo | Pts | PJ | PG | PE | PP | GF | GC | Dif | Rend |
| ------ | ------ | --- | -- | -- | -- | -- | -- | -- | --- | ---- |
| 9      | Perú   | 1   | 4  | 0  | 1  | 3  | 1  | 12 | -11 | 8,3% |